# Pseudophryne major
Pseudophryne major és una espècie de granota que viu a Austràlia.